# Gammelsogn
 Ikke at forveksle med Gammel Sogn, et sogn ved Ringkøbing i Ribe Stift
Gammelsogn, også benævnt Grenå Landsogn, var et dansk sogn i det tidligere Randers Amt. Kirkeligt hørte sognet til Grenå-Nørre Djurs Provsti (som nu indgår i Norddjurs Provsti) i Århus Stift. Sognet blev nedlagt og indlemmet i Grenå Købstadskommune i 1966.
I sognet lå landsbyerne Åstrup, Bredstrup, Dolmer, Robstrup og Vester-Hesseldal.
Gammelsogn grænsede til Grenaa, Enslev og Hammelev Sogne i Djurs Nørre Herred som sognet lå i, Kattegat, samt Ålsø Sogn i Djurs Sønder Herred. Gren Å udgjorde herredsgrænsen. Området er stort set fladt, med Tyvhøj på 49 m mod nordvest som det højeste punkt. Sognet dækkede et areal på 2079 tønder land eller 11,5 km2.
Sognet blev i 1558 et anneks til Grenå Sogn, efter tidligere at have været et selvstændigt kirkesogn.
Gammelsogns Kirke, også kaldet Gammel-Grenaa Kirke, lå i Grenå Sogn omkring 300 m vestnordvest for Grenaa Kirke. Kirken blev nedlagt i 1558 og nedrevet på et tidspunkt efter 1627. Efter 1558 brugte Gammelsogn Grenaa Kirke. Gammelsogns kirkegård blev dog benyttet indtil 1740.